# Циганско лято (филм)
„Циганско лято“ е български игрален филм (документална копродукция, драма, комедия) от 1998 година на режисьора Милан Огнянов, по сценарий на Милан Огнянов и Стив Луис. Оператор е Милан Огнянов.

## Сюжет
Филмът е реализиран съвместно с френския Canal+.

## Актьорски състав
Роли във филма изпълняват актьорите:
- Анита Кристи
- Венци Такев
- Оркестър Карандила